# 李弘节
李弘节，清河清平（今山东临清）人。唐初官员，封清平县公。
祖李宝，北齐阳平郡功曹、楚丘令。父李辱，横野将军、司州从事。
唐武德初年（618年）在硖州刺史（硖州，即夷陵郡，在湖北宜昌）许绍府中任录事参军，与江陵的萧铣作战。平萧铣后，以佐命勋封清平县开国公，食邑一千户。历任杭原庆三州刺史，贞观七年（633年），以大理少卿巡抚岭南。迁工部侍郎，并并检校工部尚书，加金紫光禄大夫，出为并州大都督府长史、雍州别驾。贞观十二年（638年）出任桂交二州都督，行达交趾，招慰生蛮，设置了瀼州（广西上思）、笼州（广西扶绥）、环州（广西环江）等州。
有子李道素、李道谦、李朴（庆商黄朗等州刺史）、李冲（太原县令）。